# Budkaflen
Budkaflen, tidning för  (alla) tidsenliga reformer, var en svensk dagstidning utgiven en gång i veckan den 14 september 1883 till 5 juni 1898.

## Redaktion och medarbetare
Utgivningsbevis för Budkaflen, tidning för alla utfärdades 13 september 1883 för fil. d:r Robert F. W. In de Bétou, vilket förföll, i likhet med ett nytt utgivningsbevis, som han erhöll samma år.  Litteratören Johannes Andreas Bruzelius erhöll 15 september 1883  utgivningsbevis för  Budkaflen. Tidning för alla tidsenliga reformer och samma år 20 september för Budkaflen. Tidning för tidsenliga reformer, vilken sedermera redigerats av Janne Bruzelius (död 12 december 1899 ) och Andreas Hasselgren  samt 30 mars 1884 till 9 januari 1885  och 15 april till 9 oktober 1887  Georg Filip Lundström.
Ordinarie medarbetare i tidningen har varit Birger Schöldström (krönikor och biografier) från 26 juli 1884 till 10 december 1886 och 16 oktober 1887 till 9 maj 1890 samt Daniel Fallström (En herre på parkett, Pelle Grino) och Georg Lundström,
Tidningen var under 1880-talet de unga intellektuellas främsta organ. På grund av närgånga skildringar från författarnas krets blev det snabbt något av en skvallertidning. Bland skribenterna fanns August Strindberg (Kvarstadsresan 1885 m. m.), Axel Lundegård, Georg Nordensvan, Johan Nordling Axel Axelson, Octavio Beer, Karl Benzon (Bob, Falstaff j:r), Nore Berghman (Hermod), Björn Cederborg (Flammarion, Brillant, B. C-g), Axel Danielsson (A. D-n), Emil Eggertz (Gert), Magnus Elmblad (M. E-d), Edvard Fredin, Oskar Hjalmar Guldbrand (Jacques, O. H. G-d), Frans Hedberg, Alfred Hedenstierna, A. Hellander (-er), Frans Hodell, Ludvig Josephson, G. Klingbom (K.), Claës Lagergren, A. Lichtenberg, Johan Lindström (Saxon), , Gustaf Mallander (Malle), Fahle Martin (Prosper Block), H. Martinsson (H. M-n), Birger Mörner (Birger M., Dage),   Gottfrid Renholm (Fredag), Josef och Efraim Rosenius, Algot Sandberg, Erik Thyselius m. fl. Porträtten äro skurna i trä af Wilhelm Meyer, Ida Fahlander samt Gunnar Forssell.

## Tryckning
Tidningen trycktes hos P. A. Nyman 1883, Gernandts boktryckeri-aktiebolag 1884 till 15 april 1892 , med undantag av 16 januari till 1 maj 1885 , då den trycktes hos Lund & Andersson, samt Boktryckeriet, David Bagares gata 3 ( = Mällborns konkursmassas tryckeri) från 22 april 1892 till 25 februari 1894  och därefter Gullberg & Hallbergs tryckeri.. Typsnitt var antikva med titelvignett och träsnitt. Utgivningen var torsdagar eller fredagar och tidningen hade 4 sidor i folioformat 7 spalter i stora format. Priset var 1 kr 1883 september till december. 4 kr 1884 därefter 5 kr. Fjärde sidan  i nr 1-10 ägnades åt arbetarefrågor under rubrik: Arbetarnes Ring. 1897 utkom 32 nr (jan.-aug.) och ett jubileumsnummer i september 1898 utkom blott 5 nr.
Upplagan var liten bara 228 år 1888 enligt Stockholms veckoblad. Tidningen gav ut en bilaga oregelbundet. Till 3 september 1897 kom tidningen en gång i veckan sedan 2 gånger per månad.

## Arbetarnes Ring
Arbetarnes Ring. Organ för svenska arbetarerörelsen  var en tidning som kom ut 21september 1883 till 16 november 1883.Tidningen tycktes hos P. A. Nymans tryckeri med antikva som typsnitt. Med titelvinjett och devis: Enighet ger styrka. Tidningen utgjorde sista sidan i de 10 första numren av tidningen Budkaflen. Utgivningsbevis för tidningen utfärdades den 15 september 1883 för litteratören Johannes Andreas Bruzelius.